# (12210) Prykull
(12210) Prykull, désignation provisoire 1981 EA42, est un astéroïde de la ceinture principale découvert en 1981.

## Description
(12210) Prykull a été découvert le 2 mars 1981 à l'observatoire de Siding Spring, situé près de Coonabarabran, en Nouvelle-Galles du Sud, en Australie, par Schelte J. Bus.

### Caractéristiques orbitales
L'orbite de cet astéroïde est caractérisée par un demi-grand axe de 2,21 UA, un périhélie de 1,97 UA, une excentricité de 0,11 et une inclinaison de 7,59° par rapport à l'écliptique. Du fait de ces caractéristiques, à savoir un demi-grand axe compris entre 2 et 3,2 UA et un périhélie supérieur à 1,666 UA, il est classé, selon la JPL Small-Body Database, comme objet de la ceinture principale.

### Caractéristiques physiques
(12210) Prykull a une magnitude absolue (H) de 15,7 et un albédo estimé à 0,331.

## Étymologie
Cet astéroïde est nommé en l'honneur de Cory J. Prykull (1992-).